# 中央公論美術出版
株式会社中央公論美術出版（ちゅうおうこうろんびじゅつしゅっぱん）は、美術・建築関連を中心とする学術出版社。1956年に、戦前・戦後の旧中央公論社の幹部だった栗本和夫が創業。現在の中央公論新社（読売新聞社の出版部門）は株主ではあるが、編集上の関係はない。

## 概要
主な刊行書籍は、研究者の集大成として著作や、（下記の）著名な美術史家・建築史関連で大部な古典訳書、歴史資料集成などで、顧客も大半は専門家・研究者・図書館。一般的な美術書も多数刊行する。
最初の出版物は「池大雅画譜」で、以後「浦上玉堂画譜」のほか、安藤広重、葛飾北斎などの浮世絵、良寛、斎藤茂吉、會津八一、村上華岳、安田靫彦、前田青邨、奥村土牛、上村松篁などの複製品や書画集を発刊しており、また芸術家自身が執筆した一次資料の収集にも力を入れる。
自ホームページ内の会社案内説明によれば、「しかし小社の出版事業の根幹は 「日本彫刻史基礎資料集成」、「日本建築史基礎資料集成」 に代表される学術的な専門書であり、各種の美術史や建築史の論文集や著作集、数世紀に亘って読み継がれてきた諸外国の名著の紹介などであります」と説明している。
1990年代に『バウハウス叢書』（全14巻別巻2）や、エルヴィン・パノフスキー『芸術学の根本問題』を刊行。他に、古典ではアルベルティの訳書やヴァザーリ『美術家列伝』（全訳）、近代建築ではフランク・ロイド・ライトの自伝ほか、中国美術では『米芾「画史」註解 〈上下〉』（古原宏伸訳・解説）等々、多数の原典訳本の出版がある。
日本美術の分野では、小松茂美が、中央公論社で編著『平家物語絵巻』（全12巻）を刊行後、大著『平家納経 平清盛とその成立』を刊行している。また仏教美術研究者の著作を多く刊行している。
2007年から「日本美術年鑑」の出版を、国立印刷局（旧大蔵省印刷局）より引き継いでいる。
2016年6月20日、代表取締役社長に日野啓一が昇任。旧社長小菅勉は退任し顧問へ、取締役石井一夫は退任した。

## 所在地
- 2015年（平成27年）4月22日までは、〒104-0031 東京都中央区京橋2-8-7 読売中公ビル2階。
- 同年4月27日より、〒101-0051 東京都千代田区神田神保町 1-10-1 IVYビル6Fへ移転した[1]。